# Lateralus (canción)
"Lateralus" es una canción del grupo estadounidense de metal progresivo y psicodélico Tool. Es el tercer y último sencillo de su tercer álbum de estudio con el mismo nombre Lateralus. Es el único sencillo del álbum sin video.

## Significado matemático de la letra
Para las estrofas de la letra se utiliza la sucesión de Fibonacci en el número de sílabas de cada línea. 
En la primera estrofa se utiliza la sucesión de este modo:
(1) Black,
(1) then,
(2) white are,
(3) all I see,
(5) in my infancy,
(8) red and yellow then came to be,
(5) reaching out to me,
(3) let's me see.
Aquí asciende la sucesión (hasta el 8, donde comienza a descender), y luego, desciende desde 13:
(13) As below so above and beyond I imagine,
(8) drawn beyond the lines of reason.
(5) Push the envelope.
(3) Watch it bend.
En la segunda estrofa, se complementa la letra del siguiente modo:
(1) Black,
(1) then,
(2) white are,
(3) all I see,
(5) in my infancy,
(8) red and yellow then came to be,
(5) reaching out to me,
(3) let's me see.
(2) There is,
(1) so,
(1) much,
(2) more and
(3) beckons me,
(5) to look through to these,
(8) infinite possibilities.
(13) As below so above and beyond I imagine,
(8) drawn outside the lines of reason.
(5) Push the envelope.
(3) Watch it bend.
Aquí, la sucesión asciende y desciende dos veces.
La sucesión de Fibonacci (descubierta por Leonardo Fibonacci) es la secuencia de números en la cual cada número conformante de la sucesión es el resultado de la suma de los dos números procedentes; 0,1,1,2,3,5,8,13...(0+1=1, 1+1=2, 1+2=3, 2+3=5, 3+5=8, 5+8=13, y así sucesivamente).
Adicionalmente, se sabe que Maynard comienza a cantar en 1:37. Un minuto con treinta y siete segundos, o sea, noventa y siete segundos, es aproximadamente 1.618 de un minuto completo. Esto pasa a ser un promedio dorado, el cual es relacionado con la sucesión de Fibonacci.
El compás de la canción del coro es descendente de 9/8 a 8/8 (4/4) y luego a 7/8. Danny Carey comentó que originalmente fue titulada 9-8-7, haciendo referencia a los compases, y al número 987, el cual es el número en la posición 17 en la sucesión de Fibonacci.
En el final de la canción, puede notarse claramente el uso del pedal whammy en el bajo de Chancellor.